# 4-та бригада спеціальної служби (Велика Британія)
4-та бригада спеціальної служби (англ. 4th Special Service Brigade) — військове з'єднання, бригада спеціального призначення Великої Британії, що існувала під час Другої світової війни. Бригада спеціальної служби була сформована в березні 1944 року з батальйонних підрозділів Королівської морської піхоти. У зв'язку з успіхом операцій командос британської армії в Норвегії, на Нормандських островах, в Сен-Назер і на Близькому Сході, Адміралтейство розформувало дивізію Королівської морської піхоти наприкінці 1942 року і реорганізувало її десантно-штурмову піхоту у вісім додаткових підрозділів командос.
Бригада брала участь у висадці в Нормандії 6 червня 1944 року під час операції «Оверлорд»; згодом вона брала участь у битві за Шельду та штурмі Вальхеренських островів. 6 грудня того ж року бригаду було перейменовано на 4-ту бригаду командос, прибравши назву «спеціальна служба» через асоціацію з назвою німецьких СС.

## Історія
В операції «Нептун» 4-та бригада спеціальної служби висаджувалася на плацдармі «Джуно». Її загін No. 48 Commando висадився на лівому фланзі цього плацдарму прямо перед німецькими позиціями берегової оборони поблизу Сент-Обен-сюр-Мер і у ході прориву рубежів втратив майже 40 % своїх солдатів. Другий підрозділ дивізії — загін No. 41 Commando — десантувався на правому крилі плацдарму «Сорд» й відразу атакував місто Ліон-сюр-Мер. No. 47 Commando висадився на плацдармі «Голд» поблизу містечка Анель. При наближенні до берега п'ять десантних суден затонуло, підірвавшись на мінно-вибухових загородженнях; втрати становили 76 чоловік з 420, що брали участь у вторгненні. Внаслідок зазнаних високих втрат при висадці, командос не змогли з ходу опанувати місто Пор-ан-Бессен, як це визначалося планом операції, бої за нього тривали ще добу.

### Нідерланди
Після успішного розвитку наступу союзних військ на території Франції, бригади командос були відведені у тил на доукомплектування та відновлення боєздатності. 1 листопада 1944 з початком битви на Шельді, 4-та бригада спеціальної служби висадилася з морським десантом на голландському острові Валхерен. Штурм німецьких позицій здійснювався одночасно з двох напрямків: командос висаджувалися з моря, водночас 2-га канадська та 52-га британська піхотні дивізії атакували із суходолу по насипах та дамбах. No. 4 Commando висадився на плацдармі біля Вліссінгена, а No. 41 та No. 48 поблизу Весткапелле. У другому ешелоні сил морського десанту йшов 47-й загін командос. Протягом тижня на острові тривали затяті бої з німецькими військами, але нарешті британсько-канадські війська опанували Валхерен, захопивши у полон близько 2 900 військовополонених солдатів Вермахту.

## Командування

### Командири
- бригадир Б. Лестер (1944 — 1946).

### Склад
| 1944-1945                                                     |
| ------------------------------------------------------------- |
| No. 41 Commando                                               |
| No. 46 Commando                                               |
| No. 47 Commando                                               |
| No. 48 Commando                                               |
| No. 4 Commando (від Британської армії на час битви на Шельді) |
| No. 10 Commando (іноземні добровольці)                        |